# 1re cérémonie des Chlotrudis Awards
La 1re cérémonie des Chlotrudis Awards, décernés par la Chlotrudis Society for Independent Film, a eu lieu en mars 1995, et a récompensé les meilleurs films indépendants de l'année précédente.

## Palmarès

### Meilleur film
- Priscilla, folle du désert (The Adventures of Priscilla, Queen of the Desert) – Réal. : Stephan Elliott
  - Coups de feu sur Broadway (Bullets Over Broadway) – Réal. : Woody Allen
  - Les Quatre Filles du docteur March (Little Women) – Réal. : Gillian Armstrong
  - Pulp Fiction – Réal. : Quentin Tarantino
  - Vanya, 42e rue (Vanya on 42nd Street) – Réal. : Louis Malle

### Meilleur acteur
(ex æquo)
- Morgan Freeman pour le rôle d'Ellis Boyd 'Red' Redding dans Les Évadés (The Shawshank Redemption)
- Wallace Shawn pour le rôle de Vanya dans Vanya, 42e rue (Vanya on 42nd Street)
  - Tom Hanks pour le rôle de Forrest Gump dans Forrest Gump
  - Samuel L. Jackson pour le rôle de Jules Winnfield dans Pulp Fiction
  - Tim Robbins pour le rôle d'Andy Dufresne dans Les Évadés (The Shawshank Redemption)

### Meilleure actrice
- Judy Davis pour le rôle de Katherine Witner dans The New Age et pour le rôle de Caroline Chasseur dans Tel est pris qui croyait prendre (The Ref)
  - Linda Fiorentino pour le rôle de Bridget Gregory / Wendy Kroy dans Last Seduction (The Last Seduction)
  - Gong Li pour le rôle de Xu Jiazhen dans Vivre ! (活着)
  - Julianne Moore pour le rôle de Yelena dans Vanya, 42e rue (Vanya on 42nd Street)
  - Winona Ryder pour le rôle de Josephine 'Jo' March dans Les Quatre Filles du docteur March (Little Women)
  - Kathleen Turner pour le rôle de Beverly Sutphin dans Serial Mother (Serial Mom)

### Meilleur acteur dans un second rôle
- Gary Sinise pour le rôle du lieutenant Dan Taylor dans Forrest Gump
  - Terence Stamp pour le rôle de Bernadette dans Priscilla, folle du désert (The Adventures of Priscilla, Queen of the Desert)
  - John Turturro pour le rôle de Herb Stempel dans Quiz Show
  - Samuel L. Jackson pour le rôle de Jules Winnfield dans Pulp Fiction
  - Bruce Willis pour le rôle de Butch Coolidge dans Pulp Fiction et pour le rôle de Carl Roebuck dans Un homme presque parfait (Nobody's Fool)

### Meilleure actrice dans un second rôle
- Dianne Wiest pour le rôle de Helen Sinclair dans Coups de feu sur Broadway (Bullets Over Broadway)
  - Kirsten Dunst pour le rôle de Claudia dans Entretien avec un vampire (Interview with the Vampire) et pour le rôle d'Amy March (jeune) dans Les Quatre Filles du docteur March (Little Women)
  - Sarah Peirse pour le rôle de Honora Parker dans Créatures célestes (Heavenly Creatures)
  - Kristin Scott Thomas pour le rôle de Fiona dans Quatre mariages et un enterrement (Four Weddings and a Funeral)
  - Brooke Smith pour le rôle de Sonya dans Vanya, 42e rue (Vanya on 42nd Street)
  - Uma Thurman pour le rôle de Mia Wallace dans Pulp Fiction